# Ty Harper
Ty Harper, es un personaje ficticio de la serie de televisión australiana Neighbours, interpretado por el actor Dean Geyer del 27 de marzo del 2008 hasta el 30 de abril del 2009.